# Nate Hartley
Nate Daniel Hartley (* 17. Januar 1992 in Ravenna, Ohio) ist ein US-amerikanischer Schauspieler, bekannt durch seine Rolle im Film Drillbit Taylor – Ein Mann für alle Unfälle.

## Leben
Nate Hartley wurde im Januar 1992 in Ravenna im US-Bundesstaat Ohio als Sohn von Michele und Rei Hartley geboren. Zunächst besuchte er die Lake Elementary School in Stark County und danach die Lake Middle School, wo er auch am Theaterkurs teilnahm. Nachdem er acht Jahre lang in lokalen Theatern mitgewirkt hatte, zogen seine Eltern mit ihm und seiner älteren Schwester nach Los Angeles. Dort besuchte er eine Schauspielschule und entschied sich Schauspieler zu werden. Sein Schauspieldebüt gab er 2006 in einer Episode der Bernie Mac Show. Es folgten kleine Nebenrollen in den Nickelodeon-Serien Unfabulous und iCarly sowie 2008 im Film Der große Buck Howard. Seine erste Hauptrolle bekam er in der Filmkomödie Drillbit Taylor – Ein Mann für alle Unfälle, wo er neben Owen Wilson die Rolle des Wade spielte. Dafür wurde er zusammen mit David Dorfman und Troy Gentile bei den Young Artist Awards 2009 für einen Award in der Kategorie Beste Besetzung in einem Spielfilm nominiert und gewann im selben Jahr noch einen Award als Bester Hauptdarsteller in einem Spielfilm. 2009 folgten eine Rolle als LARP-Mitglied in der Filmkomödie Vorbilder?!, zwei Gastauftritte in der Lifetime-Serie Rita Rockt, also auch in Hannah Montana. Im Jahr 2009 erhielt er auch die wiederkehrende Nebenrolle des Oswald „Ozzie“ Kepphart in der damals neuen Disney-XD-Jugendserie Zeke und Luther. Bei den Young Artist Awards 2010 konnte er für seine Gastrolle in Hannah Montana einen Award in der Kategorie Bester Gastdarsteller in einer Fernsehserie – 14 Jahre oder älter gewinnen und wurde für Zeke und Luther als Bester wiederkehrende Schauspieler in einer Fernsehserie – 14 Jahre oder älter nominiert. 2010 war er in den Filmen The Space Between und Dirty Girl sowie in einer Gastrolle in der sechsten Episode der elften Staffel von CSI: Den Tätern auf der Spur zu sehen. Im Jahr 2012 absolvierte er eine Gastrolle in der NBC-Comedyserie Best Friends Forever. 2013 war er in einer Rolle an der Seite von Hugh Jackman und Chloë Moretz im Film Movie 43 zu sehen.

## Filmografie
- 2006: The Bernie Mac Show (Fernsehserie, Episode 5x16)
- 2007: Unfabulous (Fernsehserie, 2 Episoden)
- 2007–2010: iCarly (Fernsehserie, 4 Episoden)
- 2008: Der große Buck Howard (The Great Buck Howard)
- 2008: Drillbit Taylor – Ein Mann für alle Unfälle (Drillbit Taylor)
- 2009: Vorbilder?! (Role Models)
- 2009: Rita Rockt (Rita Rocks, Fernsehserie, 2 Episoden)
- 2009–2011: Hannah Montana (Fernsehserie, 2 Episoden)
- 2009–2012: Zeke und Luther (Zeke and Luther, Fernsehserie, 31 Episoden)
- 2010: The Space Between
- 2010: CSI: Vegas (CSI: Crime Scene Investigation, Fernsehserie, Episode 11x06)
- 2010: Dirty Girl
- 2012: Best Friends Forever (Fernsehserie, Episode 1x01)
- 2013: Movie 43
- 2015–2020: Die Goldbergs (The Goldbergs, Fernsehserie, 30 Episoden)